# I started a joke
«I Started a Joke» (Yo comencé una broma en español), es una canción de los Bee Gees de su álbum Idea del año de 1968. Fue lanzado como sencillo en diciembre de ese año. Con excepción del Reino Unido, donde por restricciones comerciales tenían prohibido su difusión, tuvieron que contentarse con una versión de Polydor por Heath Hampsted. Este sencillo fue el último trabajo de guitarra de Vince Melouney con los Bee Gees que los dejó a principios de diciembre después de lanzada la canción. Esta canción es unas de las más famosas de la banda, siendo la segunda en entrar al listado de la Revista Billboard y primera en llegar en los éxitos más sonados en Brasil. En aquel momento la canción fue parte de la telenovela Beto Rockfeller (creación de Barulio Predoso) en la extinta TV TUPI.
El lado B de la canción era Kilburn Towers, excepto en Francia donde se utilizó Swan Song. I started a Joke fue escrita por Barry, Robin y Maurice Gibb y producido por los Bee Gees con Robert Stigwood.
En Argentina, el lado B del simple "I Started A Joke" fue la canción "Idea" (también compuesta por Barry, Robin y Maurice Gibb), la cual lleva el mismo nombre del álbum en el cual ambos temas fueron incluidos.
La canción ha sido versionada por la agrupación Faith No More para su álbum King for a Day... Fool for a Lifetime de 1995 y es parte del soundtrack de la película Escuadrón suicida con una versión de la cantante Sidney Chase.

## Parodias
"I Started a Joke" fue parodiado por un sketch de Radio Free Portal en el que una voz en fuera de comentario lleva las letras completa y literalmente. Apareció en la película Zoolander como cantado por The Wallflowers. La canción "I Started a Joke" se presentó en gran medida en el final de la película Penn y Teller son asesinados, que cuenta con los dos magos que juegan una sucesión de bromas cada vez más elaboradas sobre la otra con una conclusión fatal. "I started a Joke" apareció en la película The Fighter, cuando Dickie Eklund (Christian Bale) canta en un intento de consolar a su madre Alice (Melissa Leo) a raíz de un intento por parte de él para ocultar su adicción al crack. "I Started a Joke" apareció en uno de los bocetos en el estado del programa de televisión de comedia de MTV.

## Otras versiones
- El cantante estadounidense Richie Havens en su álbum Stongehenge de 1969 lanzó una versión, con él en los vocables y guitarra, Eric Oxidine en el bajo y Bill Lavogne en la batería.
- La cantante británica de pop Lulu lanzó una versión en Lulus Album de 1969.
- El Coro o Grupo Vocal estadounidense The Cascades lanzó una versión en lado B de su disco Sweet America de 1972
- El cantante Ronnie Von de Brasil sacó una versión en portugués de la canción Comencie un Bricaderia en su álbum de 1969
- El cantante estadounidense Benny Mardones sacó su versión en su álbum debut de 1978, Thanks god for girls
- El cantante de reggae Skibby lanzó una versión para ese tipo de música en 1996 en su Its Reggae
- Jamaica, Grupo de Rhymes and Blues lo incluyó en el álbum Sisters in Pain
- El cantante británico Robbie Williams junto al grupo de música electrónica the Orb lanzó una versión para un álbum tributo para los Bee Gees.
- El grupo estadounidense de rock Wallflowers la tocó para la banda sonora de la película Zoolander en el 2001
- En 2001 la cantante estadounidense Shannon Wright sacó su versión para EP Perishable Goods
- Artistas como las Banda de Pop Independientes The Beautiful South, The Dirtbombs, Vonda Shepard, The Lucksmiths and Low, la Cantante británica Kathryn Williams han hechos sus propias versiones de la canción.
- El cantante estadounidense Tim Rose lanzó en el año 2004 su versión en su álbum London Sessions
- En 1982 la banda mexicana Pegasso lanzó la versión en español del éxito y está en el álbum se tambalea
- La cantante taiwanesa Angela Chang sacó su versión en su sexto álbum
- El grupo Pet Shop Boys lanzó su versión en 212 en su álbum Winner
- El comediante Neil hamburguer dio a conocer un "sencillo de su versión de la canción, con el respaldo del guitarrista de Nashville Dave Gleason y los miembros de la banda de música Country Los Tubes . Una interpretación de la canción también aparece en la música occidental y la variedad de DVD.
- Michael Castaldo cantante italiano sacó su versión en el álbum de 2010, aceto
- Barry Gibb sacó su versión en su tour de 2014 Mythology Tour.